# 磯砂山
磯砂山（いさなごさん、いさなごやま）は、京都府京丹後市峰山町と京丹後市大宮町にまたがる山。丹後半島の付け根に位置する。標高は661mであり、大江山と太鼓山に次いで丹後地方で3番目に高い山とされる。「京都の自然200選」に選定されている。

## 名称
現在は磯砂山（いさなごさん）という名称が用いられることが多いが、クジラの古名である「いさな」の子に形状が似ているからだとする説がある。
別称として、比治山（ひじやま）、真名井岳/真名為岳（まないだけ）、足占山（あしうらやま）、比沼山、伊佐山、白雲山、鳶尾山などがある。
表記としては「磯砂ヵ嶽」、また、国宝「海部直等氏之本記」には「伊去奈子嶽」の文字が使われている。

## 文化
『魏志倭人伝』には邪馬台国の植物として約20種が記録されているが、磯砂山には全種があるとされる。
かつては霊山として崇められており、女池（めいけ）より上は女人禁制だったとされる。磯砂山周辺の古墳や神社の多くが、磯砂山に方角を向いて建っているとされる。京丹後市網野町の網野銚子山古墳や与謝郡与謝野町の蛭子山古墳からは、磯砂山がその付近では特に美しく見えるとされる。京丹後市大宮町上常吉の冨持神社からは、社殿の真正面に磯砂山が見える。
ちなんだ歌として、和泉式部に送った権中納言定頼の「行きゆかすきかまほしきはいつ方に跡定むらん足の占山」（続古今集）、与謝野晶子の「人ありて比治の木の間誘ふとも留るなかれ五月の霧よ」が名高い。
京丹後市峰山町にある京都府立峰山高等学校の校歌は「いさなごの 山なみ」で始まる。

### 天女伝説

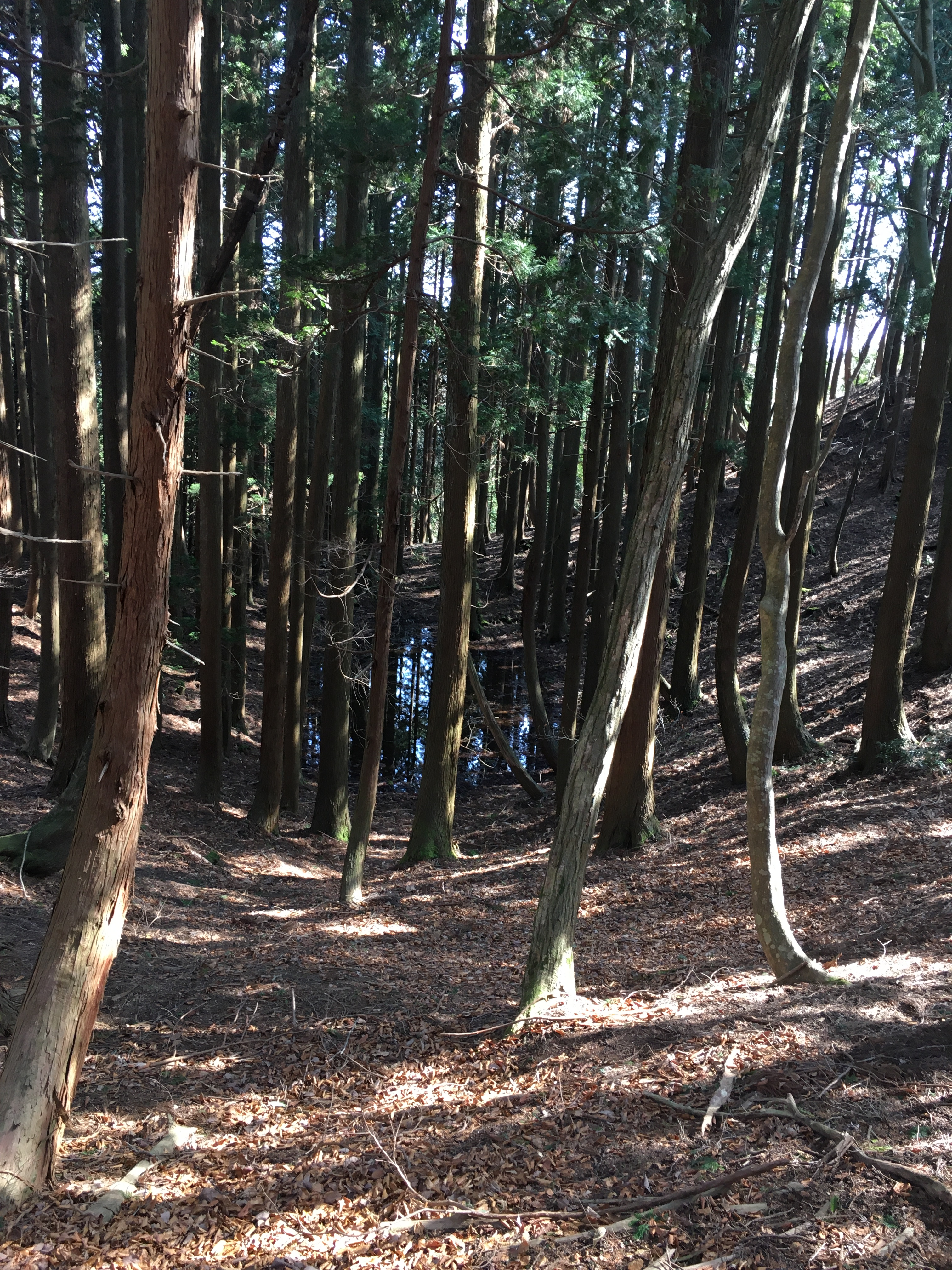
天女伝説が伝わる「女池」

当山は「比治の天女」降臨の地とされ、比治山伝説（羽衣天女伝説）で知られる。三保松原（静岡県静岡市清水区）、伊香小江（滋賀県長浜市木之本町）と並んで、羽衣天女に関する「三大伝説の地」とされることもある。現在、比治山伝説にまつわる地名が京丹後市峰山町や京丹後市大宮町に数多く残る。『丹後国風土記』逸文や『丹後旧事記』に記される真名井は、東麓の「女池」（めいけ）をさす。真名井には八人の天女が舞い降りて身を清めていたという。
西麓の京丹後市峰山町鱒留小字大路と大成の間に乙女神社があり、この神社には天女の3人の子供の一人が祀られていて（丹後きゅう（くさかんむりにふるどりの下に臼）事記）、お参りすると美女が授かると言われる。
乙女神社の向かいにはコテージなどの宿泊設備を有する天女の里交流施設がある。1990年（平成2年）11月には峰山町立図書館に羽衣伝説の関係資料を集めた羽衣コーナーが設置された。

### キリフトの滝
これまで磯砂山では5つの滝が知られていたが、1998年（平成10年）には『丹波風土記』に記されていながら所在が確認されていなかった「キリフトの滝」と見られる滝が発見された。鱒留川の支流である大萱川の上流部にあり、標高約500m地点に高さ3mから5mの滝が5段に連なっていた。この地点は雑木が密集する自然林であり、山仕事を行う人も足を踏み入れない場所だったが、たまたま下草を刈りに来た作業員が8月5日に発見した。

## 登山
西側の京丹後市峰山町鱒留小字大成（おおなる）、東側の京丹後市大宮町上常吉と、山体の東西から登山することができる。京丹後市峰山町五箇小字茂地、京丹後市峰山町五箇小字大萱からの登山道もある。山頂からは眺望が良い。西側は標高383mの羽衣茶屋まで車でアクセスすることができる。手軽なハイキングコースとして認識されており、1995年（平成7年）には年間2500人が訪れたという。

### 羽衣茶屋

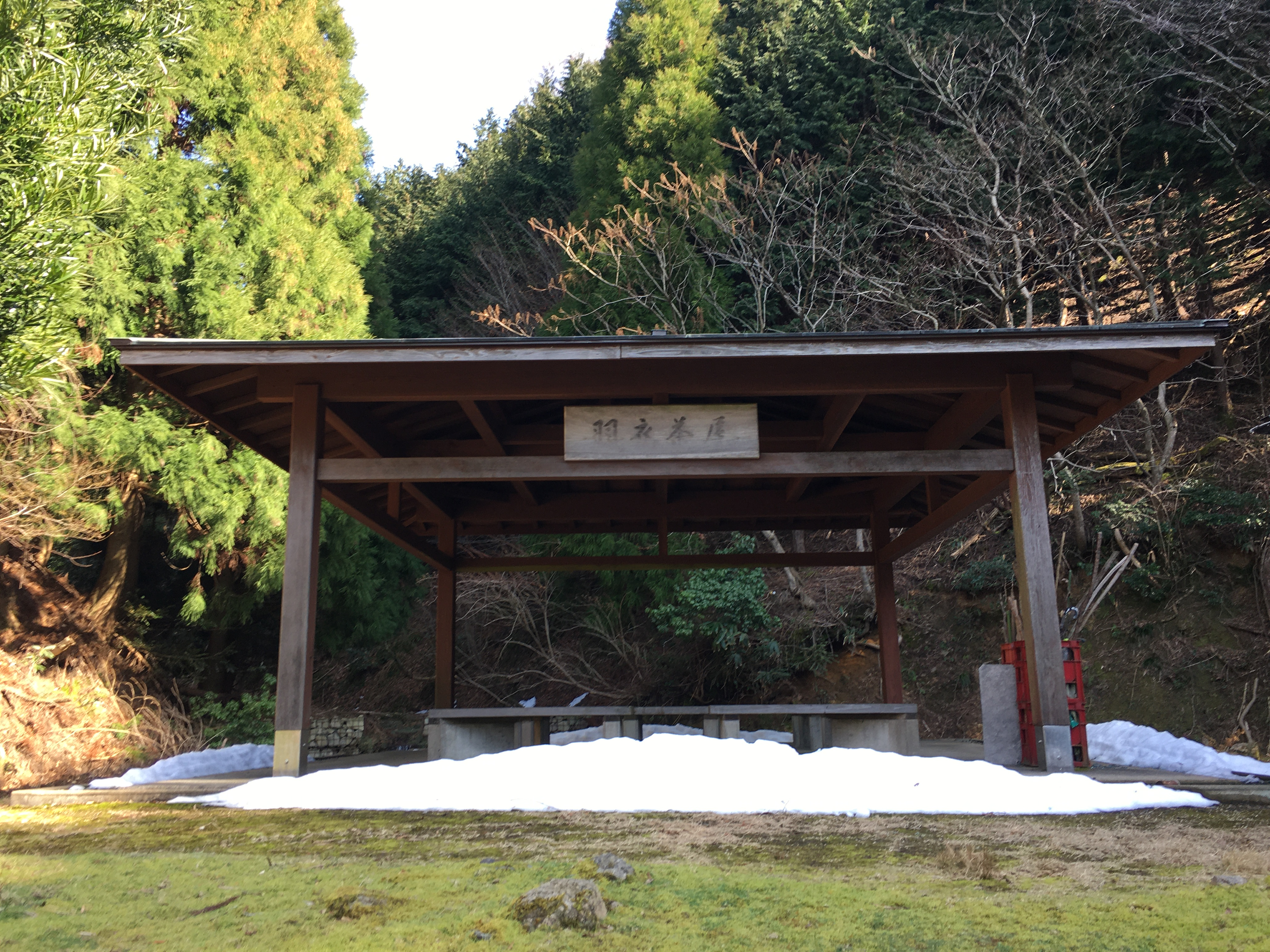
羽衣茶屋外観

1995年（平成7年）、大成の案内板より約1.6キロメートルの地点に「羽衣茶屋」と称する休憩所が整備された。銅板葺きの木造平屋建ての小屋で、面積は25平方メートル、ベンチは5基設置されている。トイレもある。従来は登山道にトイレがなく、整備を求める声があり、総事業費950万円をかけて整備された。
羽衣茶屋から約300m歩くと登山口があり、山頂まで1010段の階段を含む登山道が続いている。段数は天女の「天」を2つ重ねた段数であり、1990年（平成2年）から1991年（平成3年）にかけて、峰山町によってコンクリート製疑木階段が整備された。無名の峠では大宮町上常吉からの登山道が合流し、峠から南に分岐すると女池（めいけ）がある。峠から北に向きを変え、南無妙法蓮華経の宝塔を過ぎると、やがて山頂に至る。

### 山頂

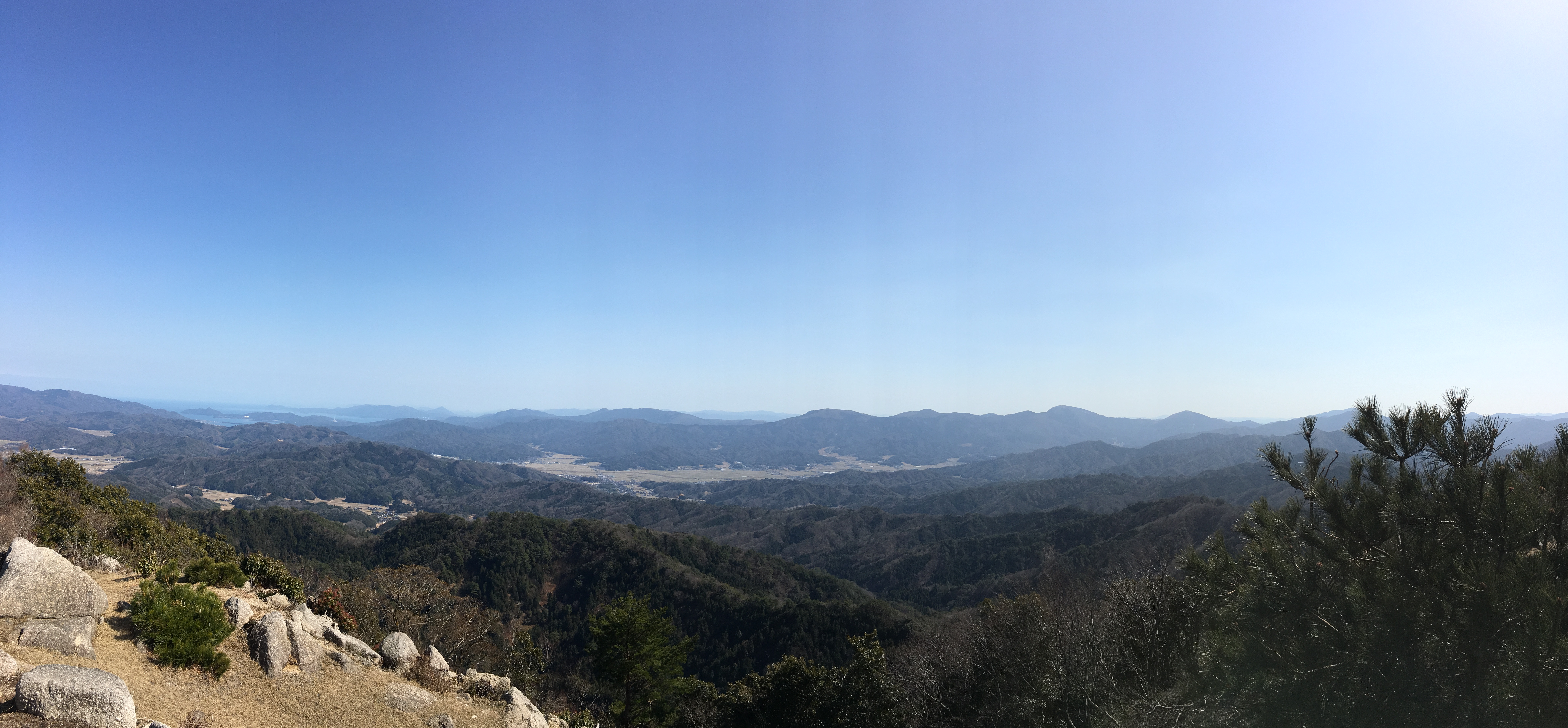
山頂から西側の眺め

山頂には一等三角点がある。1990年（平成2年）から1991年（平成3年）にかけて、峰山町によって山頂に「てんてん広場」が整備された。「てんてん広場」には高さ2メートルの「日本最古の羽衣伝説発祥の地」のモニュメント、双眼鏡付き展望台、ベンチなどがある。モニュメントは峰山町鱒留の石工（彫刻家でもある田中増二氏）が製作したものであり、日差しの加減で天女の像が浮かび上がるように南東に向けて設置されている。山頂からは四方を眺望することができ、東は青葉山や天橋立のある宮津湾など、西は高竜寺ヶ岳や小天橋のある久美浜湾など、南は大江山など、北は依遅ヶ尾山などを見渡せる。

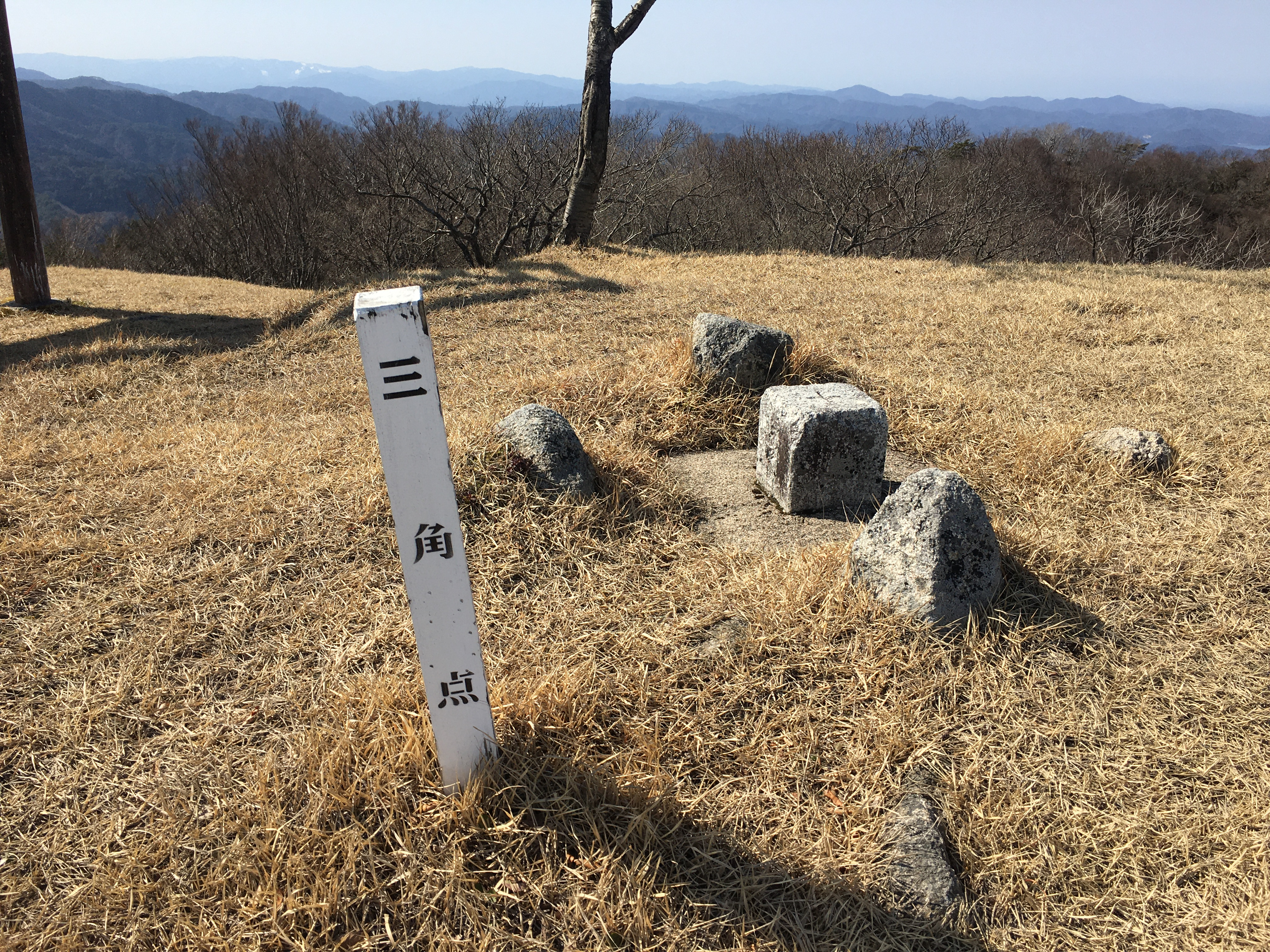
頂上三角点
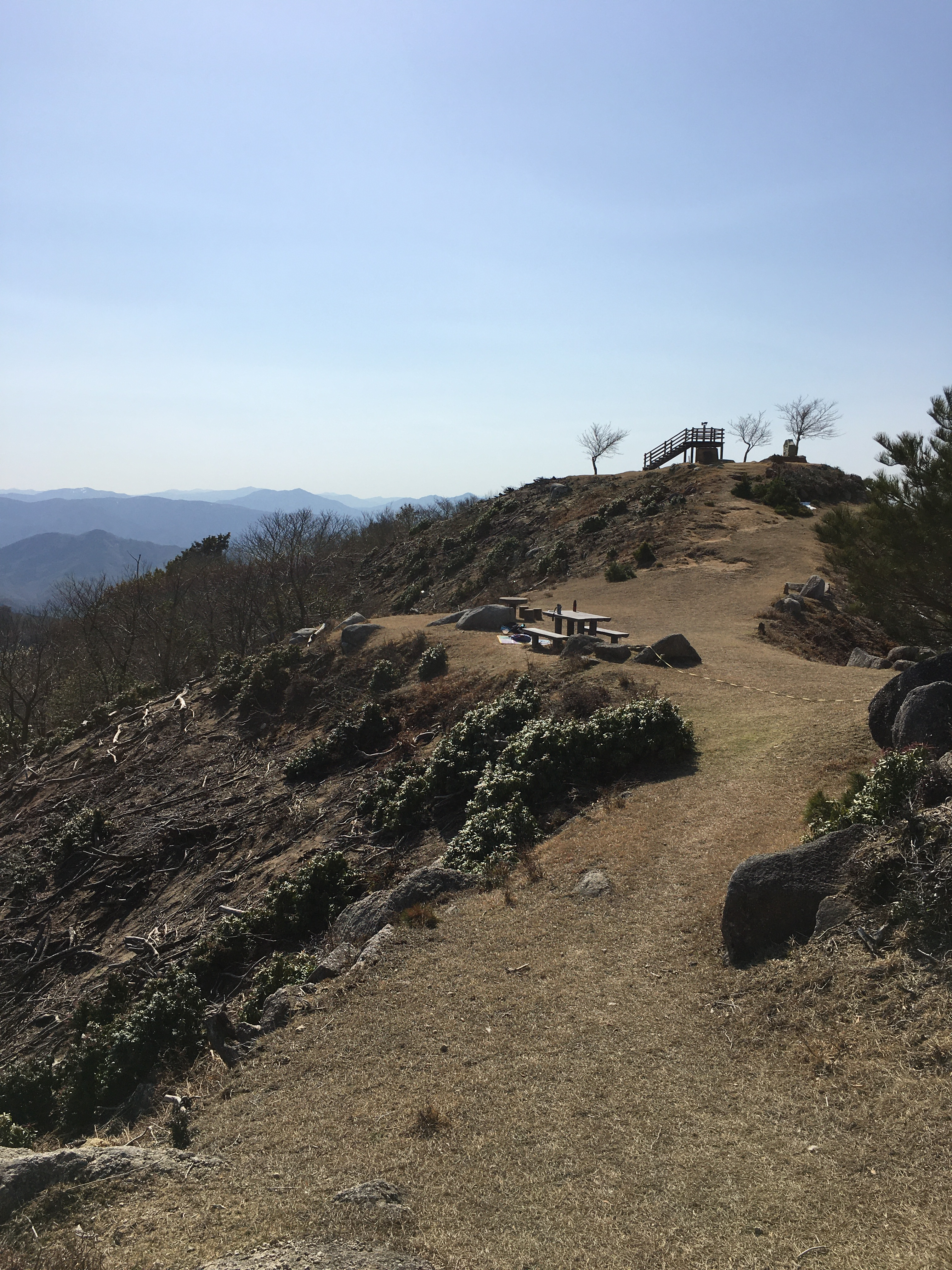
山頂広場
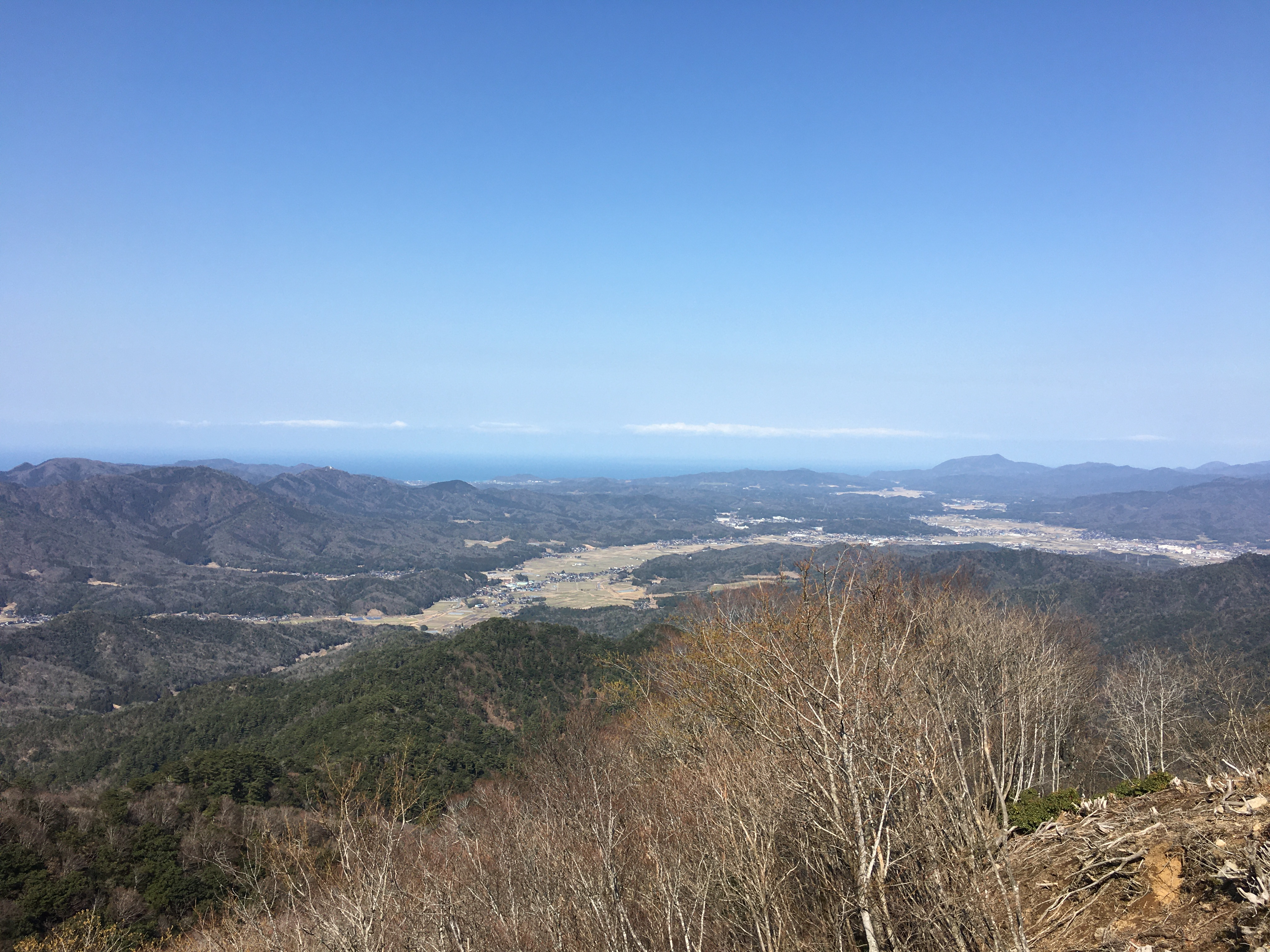
山頂から北側（五箇方面）を臨む